# Lista francuskich armii republikańskich
14 grudnia 1791 roku król Ludwik XVI wydał dekret o utworzeniu pierwszych w historii związków armijnych. W kolejnych latach w obronie rewolucyjnej Republiki Francuskiej występowało kilkadziesiąt armii. Nowatorska organizacja armii francuskiej była jedną z przyczyn jej zwycięstw. W schyłkowym okresie francuskiej monarchii i w czasach Republiki działały następujące armie:
- Armia Północy
- Armia Centrum
- Armia Renu
- Armia Południa
- Armia Alp
- Armia Pirenejów
- Armia Mozeli
- Armia Wogezów
- Armia Ardenów
- Armia Varu
- Armia Sabaudii
- Armia Italii
- Armia Wewnętrzna
- Armia Rezerwowa
- Armia Wybrzeża La Rochelle
- Armia Moguncji
- Armia Wybrzeża
- Armia Pirenejów Wschodnich
- Armia Pirenejów Zachodnich
- Armia Wybrzeża Cherbourga
- Armia Wybrzeża Brestu
- Armia Zachodu
- Armia Sambry i Mozy
- Armia Renu i Mozeli
- Armia Niemiec
- Armia Helwecji
- Armia Obserwacyjna
- Armia Dunaju
- Armia Anglii
- Armia Wschodu
- Armia Batawii
- Armia Rzymska
- Armia Neapolu
- Armia Bretanii
- Armia Wybrzeży Oceanu